# Ostap Nyżankiwski
Ostap Yosypovych Nyzhankivsky (en ucraniano: Остап Йосипович Нижанківський  y отець Остап Нижанківський; 24 de enero de 1863 - 22 de mayo de 1919) fue un escritor, clérigo ucraniano, sacerdote de la Iglesia greco-católica ucraniana, compositor y director de orquesta.

## Biografía
Nyzhankivsky vio la luz por primera vez el 24 de enero de 1863 en Mali Didushychi, actualmente parte del distrito de Stryi en la región de Lviv. Su origen era de una familia notable, siendo su padre el sacerdote greco-católico Joseph Nyzhankivsky (1836-1911), quien servía en la parroquia greco-católica del mencionado pueblo. Más tarde, la familia se trasladó al pueblo de Zavadiv.Ostap estudió en el cercano pueblo de Duliby y más tarde en los gimnasios de Drohobych y Lviv . Nyzhankivsky fue expulsado del sexto grado del gimnasio y tuvo que ingresar al servicio militar en el ejército austríaco en Lviv (1882-1885). Participó en la “Fraternidad Académica”, donde conoció a Ivan Franko y al compositor, director y figura pública Anatole Vakhnianyn .Nyzhankivsky completó su educación secundaria en el gimnasio de Lviv en 1888, y luego continuó sus estudios en el Seminario Teológico Greco-Católico de Lviv, donde se graduó entre 1888 y 1892. Antes de su ordenación en 1892, Nyzhankivsky contrajo matrimonio con Olena Bachynska, quien era hija del compositor gallego Hilary Bachynsky.
Inicialmente, fue asignado a su primera parroquia en Berezhany. En el año 1900, la familia se trasladó a Stryi, donde Ostap sirvió en la parroquia de Duliby y posteriormente en el pueblo de Zavadiv. En 1907, Nyzhankivsky fundó la primera cooperativa láctea en Zavadiv y estableció la Unión Provincial de Hogares y Lecherías en Stryi, la cual más tarde fue renombrada como Unión Láctea Provincial de Maslosojuz. El 21 de mayo de 1919, durante el conflicto entre Polonia y Ucrania, Nyzhankivsky fue detenido por las autoridades polacas y ejecutado sumariamente en las afueras de Stryi al día siguiente. Tras su ejecución, las fuerzas polacas saquearon la casa de Nyzhankivsky en el pueblo de Zavadiv, llevándose el ganado, las aves y los cereales. Además, los soldados polacos despojaron al sacerdote asesinado de sus zapatos, su anillo de bodas de oro y su reloj. 
Ostap Nyzhankivskyi recibió sepultura en el cementerio de la ciudad de Stryi, en una tumba familiar compartida con su esposa, Olena Nyzhankivska (anteriormente Bachynska).

## Trayectoria musical
Ostap Nyzhankivsky se graduó con honores en el Conservatorio de Praga en 1896.
Dedicó gran parte de su energía al desarrollo de la vida musical en Galicia . Fundó la editorial musical Muzykalna Biblioteka (1885) y compiló el Ukraïns’ko-rus’kyi spivanyk ( Українсько-руський співаникCancionero ucraniano-ruteno, 1907). Ostap ayudó a popularizar el piano en Ucrania occidental, particularmente como instrumento solista, pero también como acompañamiento de canciones ucranianas. 
Sus creaciones corales, como "Hulialy" (Ellos bailaron) y "Z Okrushkiv" (De los pedazos, con texto de Yuriy Fedkovych), alcanzaron una gran popularidad. Asimismo, compuso canciones para voz solista con acompañamiento de piano, entre las que se encuentra "Mynuly lita molodii" (Han pasado los años de juventud), además de realizar arreglos de canciones folclóricas para voz solista o coro, y creó "Vitrohony", un ciclo de melodías kolomyika para piano.
Ostap Nyzhankivskyi escribió los villancicos "Dios ha nacido" ( Boh sya rozhdaye, Бог ся рождає),  "Cielo y tierra" ( Nebo i zemlya, Небо і земля ),  "Noticias en Belén" ( Vo Vyfleyemi nyni novyna, Во Вифлеємі нині новина )  y otros.

## Activismo político
Ostap Nyzhankovsky fue elegido miembro de la Dieta gallega en 1908-13, y como miembro electo del Consejo Nacional de Ucrania, así como comisionado de distrito de la República Popular de Ucrania Occidental . 
Cuando en 1911 se creó el equipo de fútbol Sich en Stryi, Nyzhankivskyi se convirtió en su presidente.